# Amr Warda
Pour les articles homonymes, voir Warda.
Amr Warda (en arabe : عـمرو وردة), né le 17 septembre 1993 à Alexandrie, est un footballeur international égyptien. Il évolue au poste d'ailier à l'Atromitos FC.

## Carrière

### En club
Amr Warda rejoint le Panetolikós FC lors de l'été 2015. 
Le 17 février 2019, il joue son premier match avec le PAOK Salonique. Lors de ce match il délivre deux passes décisives pour une victoire finale 4-0 du PAOK. 
Le 31 août 2019, il est prêté au club grec de l'AEL Larissa parle PAOK Salonique après avoir été annoncé proche de nombreux clubs de Ligue 1, notamment le Stade de Reims. Cependant le 13 mai 2020 le club grec casse son prêt pour motifs disciplinaires après 23 matchs joués pour 7 buts inscrits et 6 passes décisives délivrées.

### En sélection

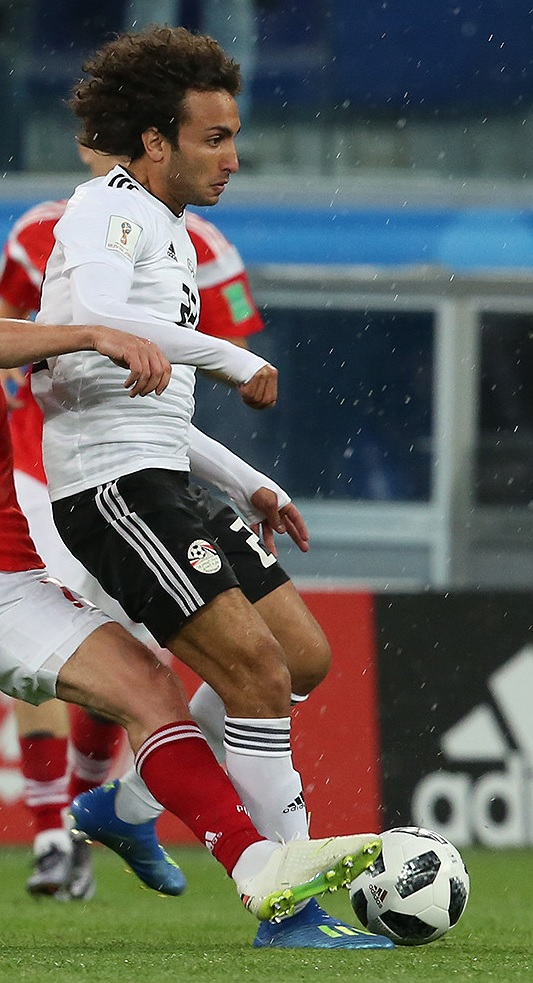
Amr Warda avec l'Égypte à la Coupe du monde 2018

Il honore sa première sélection internationale le 11 octobre 2015 lors d'un match amical contre la Zambie (victoire 3-0).
Il est sélectionné pour la CAN 2017 au Gabon. Il dispute la finale contre le Cameroun perdue 2 buts à 1.
Il fait partie de la liste des 23 joueurs égyptiens sélectionnés pour disputer la Coupe du monde de 2018 en Russie.
Le 26 juin 2019, la fédération égyptienne de football a annoncé que l’ailier avait été exclu pour “comportement immoral” de la Coupe d’Afrique des nations 2019 qui se déroulait en Égypte. Celui-ci avait été accusé de harcèlement sexuel. Son exclusion mercredi intervient quelques heures après la publication d’une vidéo sur Twitter par un utilisateur du réseau où on le verrait s’exhiber devant une femme, une séquence dont l’AFP n’a pas pu vérifier l’authenticité. Amr Warda a été exclu juste avant la rencontre contre la République démocratique du Congo. Deux jours plus tard, il est réintégré dans l'équipe après avoir diffusé une vidéo d'excuses, une décision qui divise dans son pays.

## Statistiques
| Saison                | Club                      | Championnat           | Championnat | Championnat | Coupe(s) nationale(s) | Coupe(s) nationale(s) | Compétition(s) continentale(s) | Compétition(s) continentale(s) | Compétition(s) continentale(s) | Total | Total |
| Saison                | Club                      | Division              | M.          | B.          | M.                    | B.                    | Comp.                          | M.                             | B.                             | M.    | B.    |
| 2013-2014             | Al Ahly SC                | Premier League        | 1           | 0           | 1                     | 0                     | -                              | -                              | -                              | 2     | 0     |
| 2014-2015             | Ittihad Alexandrie (prêt) | Premier League        | 16          | 1           | 0                     | 0                     | -                              | -                              | -                              | 16    | 1     |
| 2015-2016             | Panetolikós FC            | Super League          | 27          | 5           | 3                     | 0                     | -                              | -                              | -                              | 30    | 5     |
| 2016-2017             | Panetolikós FC            | Super League          | 12          | 4           | 3                     | 1                     | -                              | -                              | -                              | 15    | 5     |
| Sous-total            | Sous-total                | Sous-total            | 39          | 9           | 6                     | 1                     | -                              | -                              | -                              | 45    | 10    |
| 2016-2017             | PAOK Salonique            | Super League          | 10          | 2           | 2                     | 0                     | C3                             | 2                              | 0                              | 14    | 2     |
| 2018-2019             | PAOK Salonique            | Super League          | 9           | 0           | 2                     | 0                     | C1+C3                          | 6+5                            | 1+0                            | 22    | 1     |
| Sous-total            | Sous-total                | Sous-total            | 19          | 2           | 4                     | 0                     | -                              | 13                             | 1                              | 36    | 3     |
| 2017-2018             | Atromitos FC (prêt)       | Super League          | 23          | 8           | 5                     | 3                     | -                              | -                              | -                              | 28    | 11    |
| 2018-2019             | Atromitos FC (prêt)       | Super League          | 12          | 2           | 2                     | 0                     | -                              | -                              | -                              | 14    | 2     |
| Sous-total            | Sous-total                | Sous-total            | 35          | 10          | 7                     | 3                     | -                              | -                              | -                              | 42    | 13    |
| 2019-2020             | AEL Larissa (prêt)        | Super League          | 22          | 6           | 1                     | 1                     | -                              | -                              | -                              | 23    | 7     |
| 2020-2021             | Volos FC                  | Super League          | 10          | 2           | -                     | -                     | -                              | -                              | -                              | 10    | 2     |
| 2020-2021             | PAOK Salonique            | Super League          | 21          | 3           | 6                     | 0                     | -                              | -                              | -                              | 27    | 3     |
| 2021-2022             | Anórthosis Famagouste     | Cyta Championship     | -           | -           | -                     | -                     | -                              | -                              | -                              | 0     | 0     |
| Total sur la carrière | Total sur la carrière     | Total sur la carrière | 163         | 8           | 25                    | 5                     | -                              | 13                             | 1                              | 201   | 14    |

## Palmarès

### En club
| Al Ahly SC - Championnat d'Égypte (1) : - Champion : 2013-14. |  | PAOK Salonique - Coupe de Grèce (3) : - Vainqueur : 2016-17, 2018-19 et 2020-21. |

### En sélection
Égypte
- Coupe d'Afrique des nations :
  - Finaliste : 2017.